# Дипломатія Київської Русі
Київська Русь мала дипломатичні відносини з багатьма країнами Європи, Візантією, скандинавськими країнами, Хозарським каганатом та іншими східними країнами. Ці зв'язки беруть початок з IX століття, і тривають аж до розпаду Руської держави у XIII столітті. Зазвичай дипломатичні відносини проводив Великий Київський князь, однак відомі випадки зносин з сусідніми державами удільних князів (наприклад, такі відносини мали Ярослав Осмомисл та його наступники на галицькому престолі).

## Період становлення
Першим відомим в історії княжої України дипломатичним візитом можна вважати візит київського
князя Кия до столиці Візантії Царгорода 527 року. Вже з кінця ΙΧ століття до нас дійшли відомості
про договори «миру і любові» Русі з Візантією, варягами, болгарами. 860 року Київська Русь після успішного походу на Константинополь уклала перший відомий в нашій історії договір «миру
і любові» з Візантією, який став своєрідним дипломатичним визнанням Київської Русі, встановлював між
цими державами мирні відносини, передбачав допуск на Русь християнської місії, а також військову допомогу
Візантійській імперії з боку Русі.
Надалі Київська Русь укладала нові договори з Візантією у 907, 911
та 944 роках. Усі вони включали традиційні для того часу умови «миру і любові», визначали статус
руських посольських і торгових місій. Особливе місце серед них займає договір 911 року, який
засвідчує, що вже на той час Київська Русь розпочала освоєння вершин тодішньої дипломатії.
Цей договір, крім загальних, включав також так званий ряд, тобто конкретні статті,
які присвячувались конкретним торговельним, військово-союзним, юридичним та іншим питанням.
Завершальним етапом дипломатії князя Святослава у відносинах з Візантією став договір 971 року,
за яким Київська Русь і Візантія повертались до відносин, що закріплювалися договорами 911 та
944 років. Отже, в Χ столітті Русь стабілізувала свої відносини з Візантією, Хазарією, Болгарією,
печенігами, варягами, встановила мирні відносини з Німеччиною.

## Період розквіту
Подальшого розвитку дипломатія Русі набула за часів Володимира Великого та Ярослава Мудрого. У
цей період міжнародні договори та союзи часто підкріплювались династичними зв'язками. На період
князювання Володимира Великого припадає активізація дипломатичних відносин з Візантією і Римом,
пов'язаних з проблемою хрещення Русі. Історія зберегла до наших днів імена кількох київських
дипломатів доби Володимира I та Ярослава I — боярина Добрині і його сина Костянтина Путяти, воєводи Вишати, боярина Івана Твориловича та інших.
Жорстокого удару роздробленій Русі завдала татаро-монгольська навала, що перетворила Київську Русь на провінцію, яка мала забезпечувати
татар усім необхідним.

## Особливості дипломатії в період Київської Русі
Дещо послаблювалась дипломатична активність в період роздроблення Русі, коли вся увага
зосереджувалася на внутрішніх проблемах, боротьбі за владу. Але і тут не обходилося без контактів
з сусідніми володарями. Для ведення справ дипломатичних відносин на двори чужих володарів висилали
спеціальні посольства, які інколи очолювали самі князі. Для контактів з іноземними державами активно
використовували бояр, купців та духовних осіб. Посольства від іноземних держав урочисто приймали в
Києві або в Галичі або Володимирі. Посли в ті часи користувалися значними привілеями: був розроблений
спеціальний, доволі складний ритуал приймання послів, їх особа і майно вважалися недоторканими.